# Alwin Voigt
E. Alwin Voigt (* 9. Juni 1852 in Commichau; † 14. Mai 1922 in Leipzig) war ein deutscher Lehrer und Ornithologe.

## Leben und Wirken
Er war der Sohn eines kinderreichen Dorfschullehrers. Voigt wurde Oberlehrer an der 1. Städtischen Realschule zu Leipzig. Er wurde als Ornithologe durch verschiedene Publikationen bekannt. Er förderte das Studium der Vogelstimmen und adaptierte 1894 die Notenschrift für eine präzise Beschreibung von Vogelrufen mit Punkten und Linien, die Zeitpunkt und Frequenz angeben. Die Linienstärke wurde dabei zur Darstellung der Lautstärke verwendet. Seine ersten Veröffentlichungen über Vogelstimmenkunde erschienen 1892 als Beilage zum Jahresbericht der 1. Städtischen Realschule, an der er bis zu seiner Versetzung in den Ruhestand als Lehrer gewirkt hat. Er trug den Professor-Titel.

## Schriften (Auswahl)
- Die schriftliche Darstellung von Vogelstimmen. In: Journal für Ornithologie, 1894, S. 81–88.
- Excursionsbuch zum Studium der Vogelstimmen. 6. Aufl., Quelle & Meyer, Leipzig 1913.
- Deutsches Vogelleben. Zugleich als Exkursionsbuch für Vogelfreunde. Leipzig, Berlin 1918.
- Wasservogelleben. Ein Führer zum Strande. Quelle & Meyer, Leipzig 1921.
- Unsere Singvögel. Quelle & Meyer, Leipzig 1922.
- Die Singvögel der Heimat. O. J.